# Szucsányváralja
Szucsányváralja (szlovákul Podhradie) község Szlovákiában, a Zsolnai kerületben, a Turócszentmártoni járásban.

## Fekvése
Turócszentmártontól 11 km-re keletre.

## Története
A régészeti leletek tanúsága szerint az első emberi település a latén korban alakult ki ezen a területen. Határában földvár is állt egykor, melyet talán a betelepülő szlávok emeltek, azonban ez később elpusztult. Ezután egy részét kőből újjáépítették, ennek maradványai a mai napig láthatók a Vrchmúr nevű helyen.
A mai település pontos keletkezési ideje nem ismert, azonban a Budapesti Országos Levéltárban található 1430. március 14-én kelt oklevél szerint Podhrady falu ekkor már a „Zuchan”, azaz a szucsányi uradalom része. 1488-ban királyi adományként Czecze Mátyás szerez itt birtokot, mely addig Berczal Márton tulajdonában állt. A 15. és 16. századi lengyel és török támadások idején a szucsányi uradalom része, története szorosan kapcsolódik a vár és uradalma történetéhez. 1490-ben a Thurzó család szerez itt birtokot. Később II. Lajos király a szucsányi uradalmat Thuróczy Benedeknek adományozza. 1541-ben I. Ferdinánd király Nyáry Lőrincnek adja és 1848-ig, a jobbágyság megszüntetéséig a Nyáry család birtoka. 1699-ben „Podhradie” néven említik. 1715-ben 23 adózó háztartása volt. 1785-ben 76 házában 430 lakos élt, ebben az évben alapították iskoláját is.

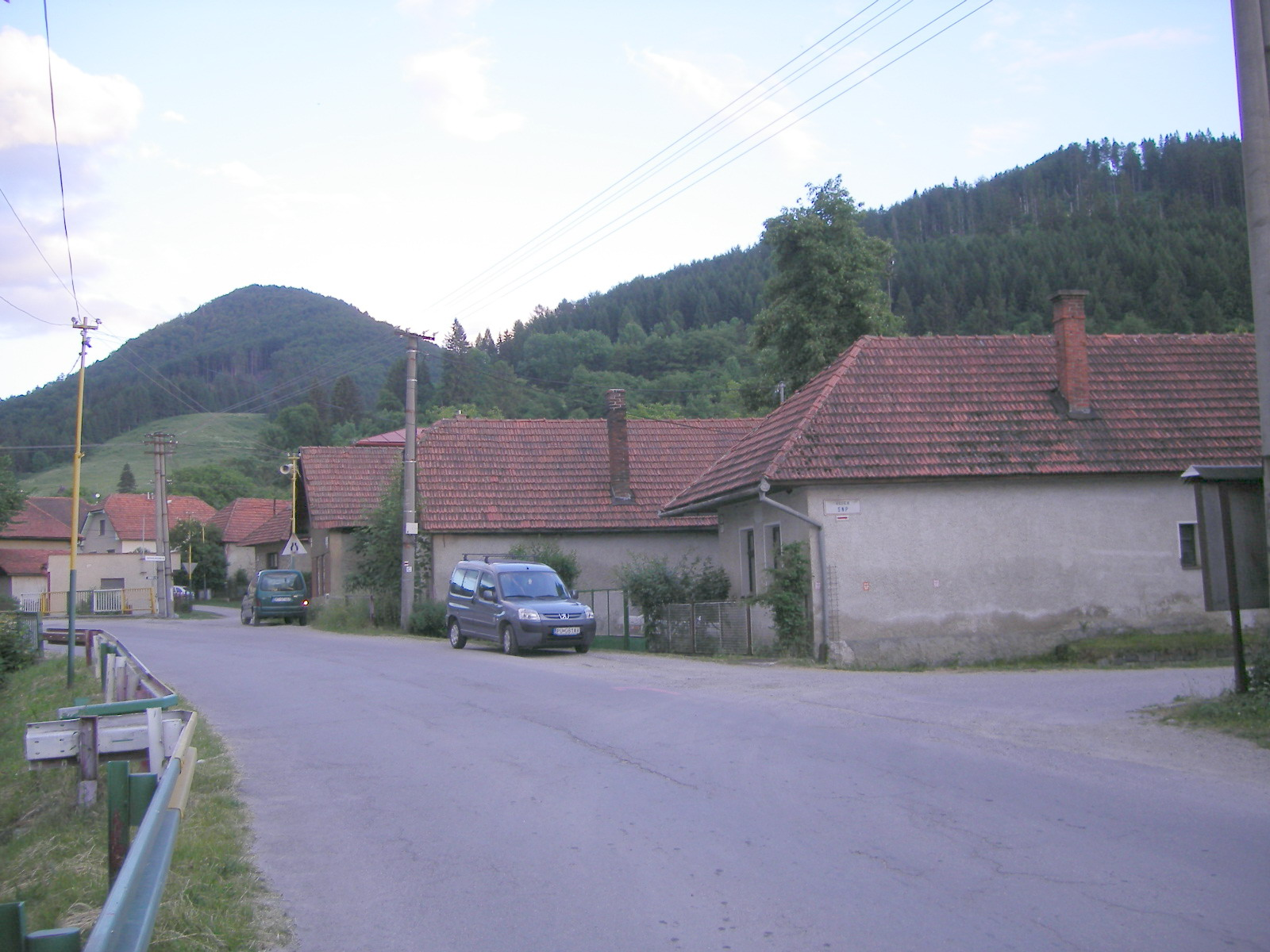
Szucsányváralja – utcarészlet

A 18. század végén Vályi András így ír róla: „PODHRAGYA. Várallya. Tót falu Turócz Vármegyében, földes Ura Nyári Uraság, lakosai külömbfélék, fekszik Szutsánhoz nem meszsze, mellynek filiája, határjának fele jó, legelője elég, malma, réttye alkalmatos, fája van mind a’ kétféle, meszet is égetnek, ’s talpakkal, vagy szálfákkal járnak a’ Vág-vizén, gyümöltsel is kereskednek, első osztálybéli.”
1812-ben az iskola kivételével – mely kőépület volt – az egész falu leégett. 1828-ban 63 háza és 367 lakosa volt. Lakói főként mezőgazdasággal, favágással, faáru készítéssel és szövéssel foglalkoztak. 1842-ben ismét súlyos tűzvész pusztított, melyben az egész falu leégett. A faluban e tűzeset után már csak kőházakat építettek. 1863-ban kolerajárvány pusztított. Önkéntes tűzoltóegylete 1892-ben alakult. 1911-ben a falu fele leégett egy tűzvészben. A trianoni diktátumig Turóc vármegye Turócszentmártoni járásához tartozott.
A falu 1957-ben egy tűzvészben súlyos károkat szenvedett.

## Népessége
| Év:            | 1994. | 2004.   | 2014.   | 2024.   |
| -------------- | ----- | ------- | ------- | ------- |
| Emberek száma: | 715   | 688     | 668     | 679     |
| Eltérés:       |       | -3,77 % | -2,90 % | +1,64 % |

| Év:            | 2023. | 2024.   |
| -------------- | ----- | ------- |
| Emberek száma: | 676   | 679     |
| Eltérés:       |       | +0,44 % |

A falunak 1910-ben 528, túlnyomórészt szlovák lakosa volt.
2001-ben 904 lakosából 897 szlovák volt.
2011-ben 669 lakosából 660 szlovák.

## Nevezetességei

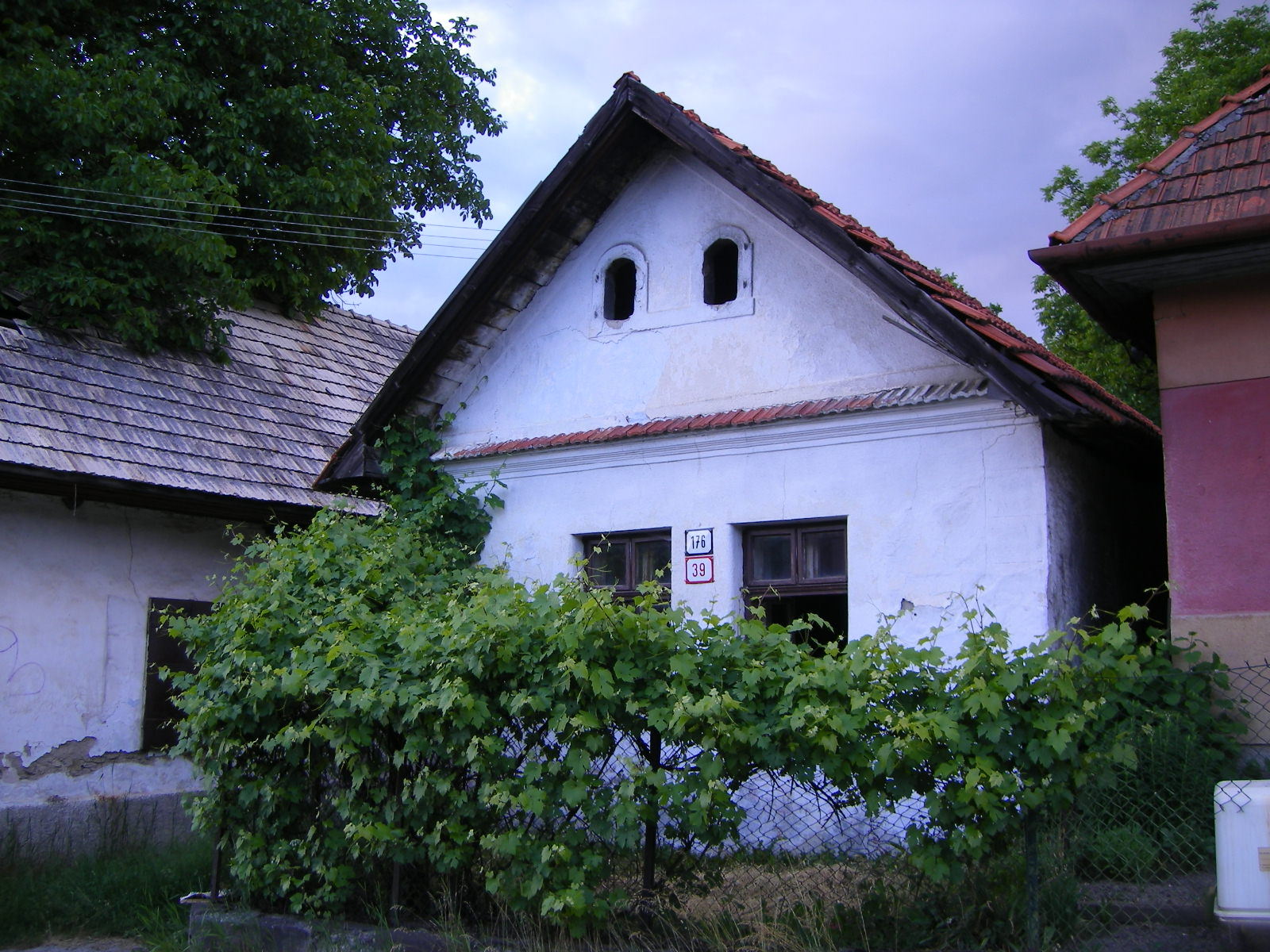
Régi ház Szucsányváralján

- Közelében állt egykor Szucsány vára, amelyet a 13. század második felében Zólyomi Mikó, vagy fia Péter építtetett. 1310-ben Csák Máté foglalta el, 1321-ben a királyé lett, aki visszaadta a Balassáknak, de 1323-ban visszavette és leromboltatta. A várnak nyoma sem maradt. 1446 előtt uradalmát szentmiklósi Pongrác foglalta el és erősséget építtetett rajta, melynek romjai láthatók.

## Külső hivatkozások
- Szucsányváralja a térképen
- E-obce.sk Archiválva 2008. szeptember 20-i dátummal a Wayback Machine-ben
- Községinfó